# Distretto di Kimotsuki
Il distretto di Kimotsuki (肝属郡, Kimotsuki-gun?) è uno dei distretti della prefettura di Kagoshima, in Giappone.
Attualmente fanno parte del distretto i comuni di Higashikushira, Kimotsuki, Kinkō e Minamiōsumi.